# 特朗普一号

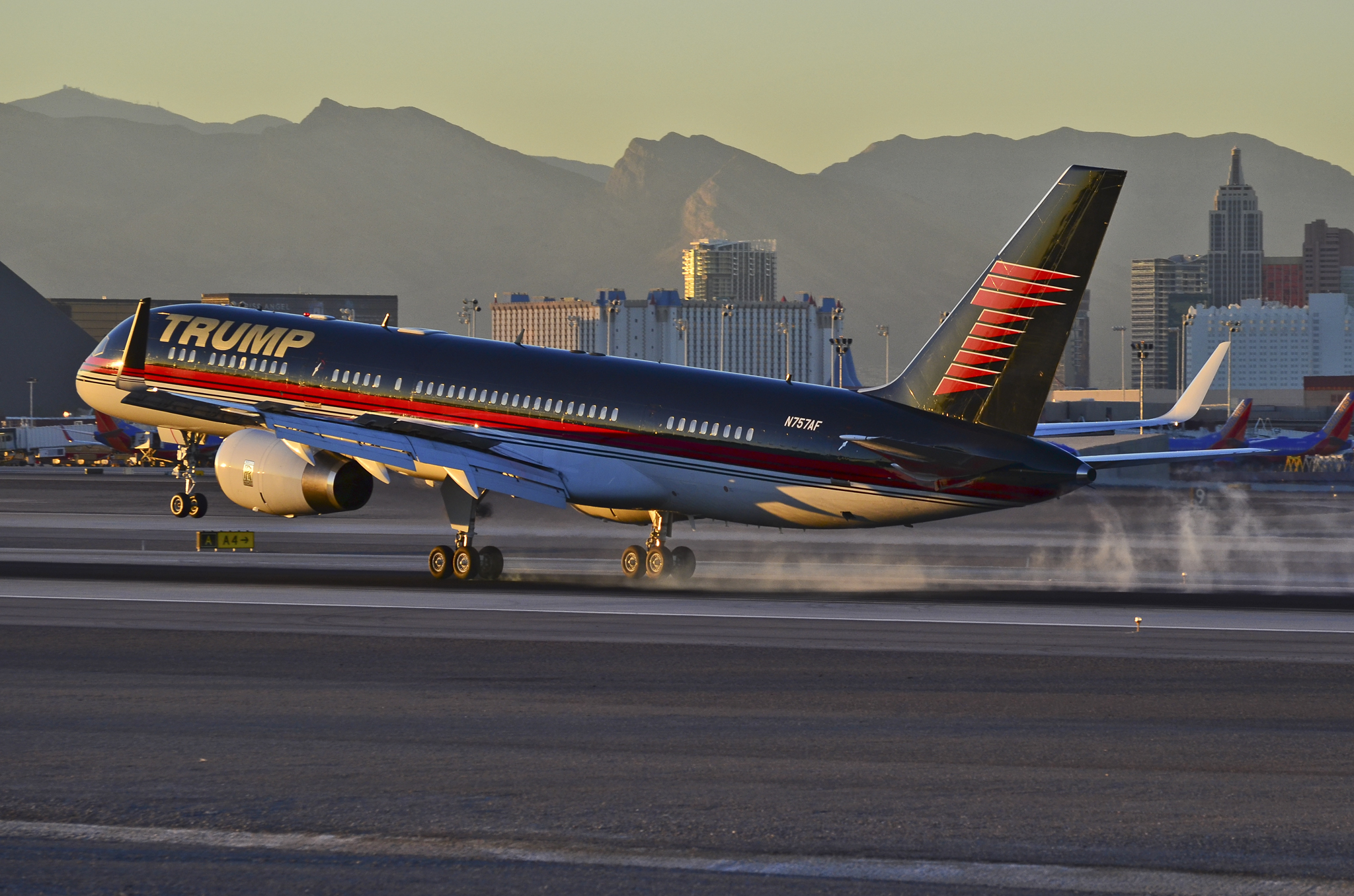
波音757 N757AF于2014年降落在拉斯维加斯

特朗普一号（英語：Trump Force One），或称川军一号（台湾译“Trump”为“川普”），是民间对唐納·川普在担任总统之前和之后使用的特朗普集團的波音757的一个綽號，在英語中與总统专机空军一号（Air Force One）只一字之差。这个名字在他2016年的总统竞选期间被使用   。

## 川普的757
川普集团所有之波音757-200的注册号为N757AF（ICAO：AA3410），1991年出厂。原由丹麦斯特林航空营运，1993年转隶墨西哥TAESA。1995年成为保罗·艾伦旗下企业的公务机。川普的DJT Operations I LLC 于2011年收购该飞机  。
这架飞机配有两台勞斯萊斯RB211涡扇发动机，配置为43座。它有餐厅、浴室、淋浴间、卧室、客房和厨房。许多装潢都镀有24k金。
川普曾计划在2012年总统选举中利用这架飞机进行竞选活动，后因弃选而作罢。2016年总统竞选期间，川普使用这架757作为交通工具，并最终胜选。当选总统后，特朗普一般乘坐波音VC-25（空军一号）出行。
直到2019年年中，波音757一直被特朗普集团用于公务旅程，当时它被停放在纽约斯图尔特国际机场带围栏的停机坪上 。此后，该机被拍到左侧的勞斯萊斯RB211发动机已被拆除，并且由于没有找到飞渡到莱克查尔斯维护、修理和大修设施进行逾期维护所需的更换/借用发动机  ，该机一度停场于纽约。
截至2021年3月20日，这架飞机仍在斯图尔特国际机场等待维护。飞行记录显示，这架飞机自特朗普总统任期结束以来就没有飞行过。2021年5月21日，特朗普在新闻稿中声明该飞机将在路易斯安那州的一家服务设施进行修复和升级。2021年11月1日，这架飞机找到了所需的发动机并调机至莱克查尔斯附近的陈纳德国际机场，途中该机一度宣布紧急情况，但仍安全着陆并在在田纳西州纳什维尔停留了一小时 。
这架飞机于2022年10月重新投入使用并飞往佛罗里达州西棕榈滩 。
2023年4月4日，川普搭乘该机前往纽约拉瓜迪亚机场，并于次日前往曼哈顿刑事法庭出庭应讯。途中，这架飞机的行踪受许多媒体关注 。

## 川普的塞斯纳

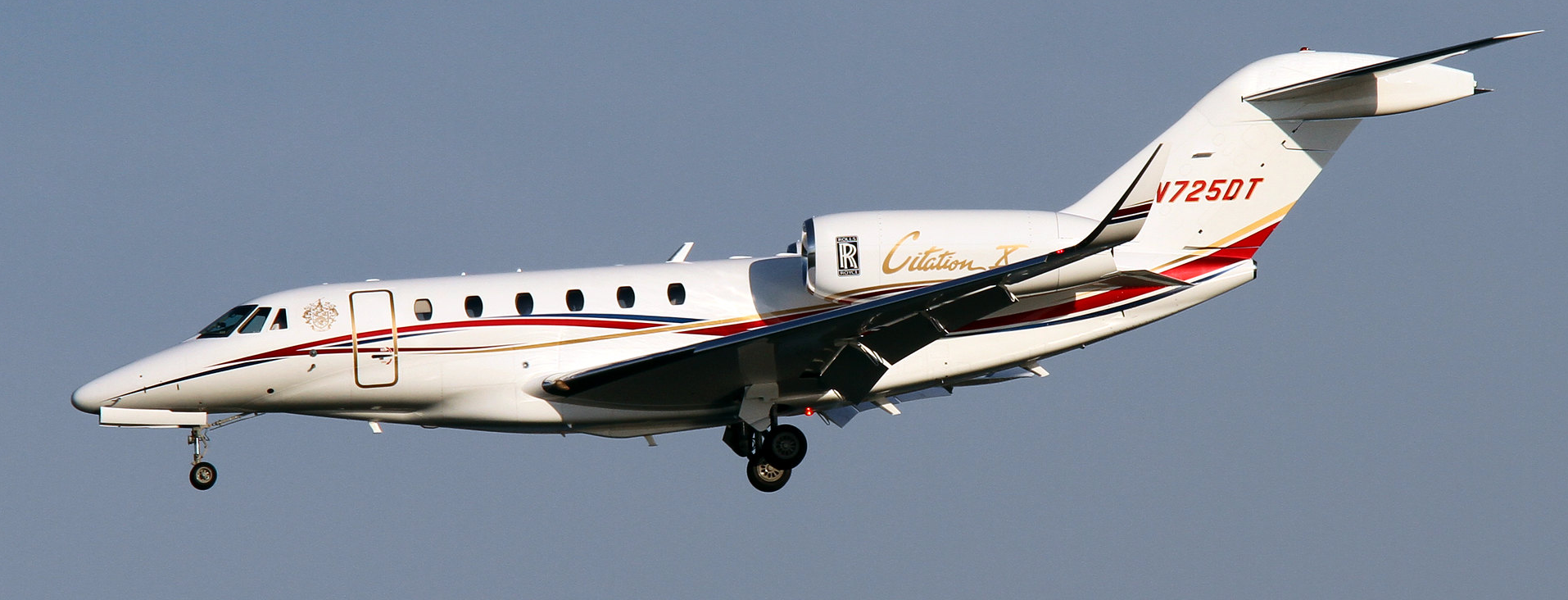
特朗普集团的塞斯纳750

川普在2021年3月访问曼哈顿川普大厦时，使用的是川普集团于1997年购买的塞斯纳750 Citation X。该公务机载客量八人，机舱高度为5英尺7英寸（170厘米），为当时（1997年）最快的公务机。川普集团的机队也拥有三架直升机  。据报道，美国联邦航空局在2016年因川普集团没有更新这架飞机的注册而开出告票。川普卸任后，这架Citation X一度成为他主要使用的喷气机，当时他的757正在翻新。

## 延伸阅读
- . . 第2季. 第3集. Discovery Channel Canada.
- 互联网电影数据库（IMDb）上《Trump 757》的资料（英文）